# جاك فلاهرتي
جاك فلاهرتي (بالإنجليزية: Jack Flaherty)‏ هو لاعب كرة قاعدة أمريكي، ولد في 15 أكتوبر 1995 في بربانك في الولايات المتحدة.

## وصلات خارجية
- جاك فلاهرتي على موقع دوري كرة القاعدة الرئيسي (الإنجليزية)
- جاك فلاهرتي على موقعبيزبول رفرنس.كوم (الدوري الرئيسي) (الإنجليزية)
- جاك فلاهرتي على موقعبيزبول رفرنس.كوم (الدوري الثانوي) (الإنجليزية)
- جاك فلاهرتي على موقع إي إس بي إن.كوم (أم.أل.بي) (الإنجليزية)
- جاك فلاهرتي على موقع مشجعي الرسوم البيانية (الإنجليزية)